# 65159 Sprowls
65159 Sprowls este un asteroid din centura principală de asteroizi.

## Descriere
65159 Sprowls este un asteroid din centura principală de asteroizi. A fost descoperit pe 14 februarie 2002 la Observatorul Cordell-Lorenz de Douglas Tybor Durig. Asteroidul prezintă o orbită caracterizată de o semiaxă mare de 3,06 ua, o excentricitate de 0,04 și o înclinație de 10,7° în raport cu ecliptica.